# الكمه امحبلة (حبيل جبر)

تعديل مصدري - تعديل

الكمه امحبلة هي إحدى قرى عزلة حبيل جبر بمديرية حبيل جبر التابعة لمحافظة لحج، بلغ تعداد سكانها 78 نسمة حسب تعداد اليمن لعام 2004.